# Golfetikette
Die Golfetikette umschreibt das sportliche Verhalten auf dem Golfplatz und umfasst geschriebene und ungeschriebene Regeln. Bei wiederholter Nichtbeachtung der Etikette kann ein Spieler disqualifiziert werden. Die Einhaltung dieser Regeln soll die Sicherheit aller Spieler gewährleisten, sowie ein flüssiges und sportlich faires Golfspiel ermöglichen und den Platz optimal schonen.

## Sicherheit
- Vor einem Schlag oder Übungsschwung muss sich der Spieler vergewissern, dass niemand nahe bei ihm oder sonst wie so steht, dass ihn Schläger, Golfball oder irgendetwas (wie Steine, Sand etc.), das bei Schlag oder Schwung aufgewirbelt wird, treffen könnten.
- Der englische Ruf „Fore“ zeigt dem Golfer an, dass er von einem fliegenden Golfball gefährdet ist. Es gibt immer wieder Unfälle durch fliegende Golfbälle, die zu Verletzungen oder sogar zum Tode führen.

## Rücksicht auf andere Spieler
- Gegner oder Mitbewerber setzen ihren Ball nicht auf, bevor der Spieler, dem die Ehre zusteht, abgeschlagen hat.
- Niemand darf sich bewegen, sprechen oder dicht bei bzw. in gerader Linie hinter Ball oder Loch stehen, wenn ein Spieler den Ball anspricht oder einen Schlag spielt.
- Mitspieler und Golftaschen stehen immer gegenüber dem Spieler. Seitlich oder hinter dem Rücken des Spielers ist störend und behindert die Konzentration. Auch auf dem Abschlag sollte keine Golftasche abgestellt werden.
- Spieler dürfen erst spielen, wenn andere Golfer vor ihnen außer Schlagweite sind.
- Spieler dürfen nicht in die Puttlinie des Mitspielers oder Gegners treten (Puttlinie = Linie zwischen Ball und Loch).

## Spieltempo und Vorrecht auf dem Golfplatz
- Sofern nicht anders geregelt, wird das Vorrecht auf dem Platz durch das Spieltempo der Spielergruppen bestimmt. Verliert ein Flight (so nennt man eine Gruppe gemeinsam spielender Golfer) den Anschluss an die vorangehende Gruppe, d. h. wenn mehr als eine Spielbahn frei bleibt, oder ist abzusehen, dass dies so sein wird, muss eine nachfolgende schnellere Gruppe unaufgefordert durchgelassen werden.
- Der Begriff „Gruppe“ schließt Einzelspieler mit ein.[1]
- Auf den meisten Plätzen wird allerdings durch Platzregeln festgelegt, dass ein einzelner Spieler keine Vorrechte hat, sondern jedem anderen Flight Platz machen muss. Zudem ist  oft festgelegt, dass Zweier-Flights Vorrecht vor Dreier-Flights haben und diese wiederum vor Vierer-Flights. An Wochenenden ist diese Reihenfolge – ebenfalls durch eine Platzregel festgelegt – dann umgekehrt.
- Jeder Flight, der eine volle Runde absolviert, hat Anspruch, dass er von Flights, die nur abgekürzte Runden spielen (Quereinsteiger), unaufgefordert durchgelassen wird.
- Spieler, die einen Ball suchen, müssen dem nachfolgenden Flight unverzüglich ein Zeichen zum Überholen geben, wenn der gesuchte Ball nicht sogleich zu finden ist. Sie dürfen nicht zunächst drei Minuten suchen, bevor sie überholen lassen. Ihr Spiel dürfen sie erst fortsetzen, wenn der nachfolgende Flight „durchgespielt“ hat und außer Reichweite ist.
- Wenn ein Flight zu Ende geputtet hat, soll er so schnell wie möglich das Green verlassen und das Spielergebnis erst am nächsten Abschlag aufschreiben.

## Schonung des Platzes
- Bei Probeschwüngen ist jede Beschädigung des Platzes – vor allem der Abschläge – durch Herausschlagen von Rasenstücken (Divots) zu vermeiden.
- Im Sandhindernis müssen alle Unebenheiten und Fußspuren mit der dafür vorgesehenen Bunkerharke eingeebnet werden.
- Herausgeschlagene Divots müssen wieder zurückgelegt und festgetreten werden.
- Auf dem Grün müssen die Einschlaglöcher des Balls (Pitchmarken) und Schäden durch Spikes mit Hilfe einer Pitchgabel ausgebessert werden (letztere dürfen allerdings erst nach Beenden des Loches repariert werden).
- Die Fahnenstange muss wieder ins Loch zurückgesteckt werden. Es ist darauf zu achten, dass der Lochrand nicht beschädigt wird.
- Die Golftaschen dürfen nicht auf das Green gelegt werden. Es ist auch nicht erlaubt, das Green mit dem Golfcart zu überqueren.

## Örtliche Platzregeln
- Örtliche Vorschriften z. B. über die Benutzung von Golfwagen oder die Verhaltensweise bei Biotopen sind streng zu befolgen.